# David Lodge
David Lodge (28. ledna 1935, Londýn – 1. ledna 2025, Birmingham) byl britský prozaik, dramatik, satirik a literární kritik. Jeho beletristické dílo většinou vychází z tzv. univerzitního románu. Ve svých prózách často parodoval klasiky moderní prózy.
Po studiích a službě v armádě přednášel v letech 1960–1987 anglickou literaturu na univerzitě v Birminghamu, kde žil jako svobodný spisovatel. Jeho dílo zahrnuje jak humoristické romány (Návštěvníci kina, Zrzku, ty jsi blázen, Den zkázy v Britském muzeu, Prázdniny v Heidelbergu, Hostující profesoři, Kam až se může?, Svět je malý, Pěkná práce, Terapie, Profesorské hrátky, Nejtišší trest), tak i literárněvědné práce a kritické eseje (Jazyk krásné prózy, Romanopisec na rozcestí, monografie Grahama Greena a Evelyna Waugha). Podobně jako jeden z hrdinů Hostujících profesorů přednášel Lodge v roce 1969 na Berkeleyské univerzitě v Kalifornii a byl specialistou na Jane Austenovou a editorem kritických vydání jejích děl.
Zemřel 1. ledna roku 2025 ve věku 89 let.

## Dílo
- Seznam děl v Souborném katalogu ČR, jejichž autorem nebo tématem je David Lodge

### Teoretické dílo
- The Language of Fiction, 1967
- The Novelist at the Crossroads, 1971
- The Modes of Modern Writing, 1977
- Working with Structuralism, 1981
- After Bakhtin, 1990

### Eseje
- Write On
- The Art of Fiction
- The Practice of Writing
- Consciousness and the Novel
- The Year of Henry James

### Dramata
- The Writing Game
- Home Truths

### Romány
- The Picturegoers, 1960 (česky dosud nevyšlo)
- Ginger, You're Barmy, 1962 (česky "Zrzku, ty jsi blázen")
- The British Museum Is Falling Down, 1964 (česky "Den zkázy v Britském muzeu", 1975) – satirický román označovaný jako jeden z nejzdařilejších v britské poválečné éře, se zabývá otázkou sexuality a katolické morálky
- Out Of the Shelter, 1970 (česky "Prázdniny v Heidelbergu", 1996)
- Changing Places, 1975 (česky "Hostující profesoři", 1980) – román o konfrontaci britského a amerického univerzitního světa
- How Far Can You Go, 1980 (česky "Kam až se může?", 1998)
- Small World, 1984 (česky "Svět je malý", 1988) – volné pokračování "Hostujících profesorů"
- Nice Work, 1988 (česky "Pěkná práce") – volné pokračování knih "Hostující profesoři" a "Svět je malý"
- Paradise News, 1991 (česky "Zprávy z ráje")
- Therapy, 1995 (česky "Terapie")
- Home Truths, 1999 (česky "Pravda někdy bolí a jiná erotika")
- Thinks ..., 2001 (česky "Profesorské hrátky")

Author, Author, 2004 (česky dosud nevyšlo)
- Deaf Sentence, 2008 (česky "Nejtišší trest", překlad oceněn Literou; slovensky "Ako, prosím?")
- A Man of Parts, 2011 (česky "Výkvět mužství", vyšlo 2012) – literárně zpracovaný životopis spisovatele H. G. Wellse. Pro bližší pochopení dvojsmyslnosti názvu knihy vložil Lodge na samý její počátek výklad z Collinsova slovníku parts = l. abilities or talent, 2. short for private parts (= external genital organs)
- The Man Who Wouldn't Get Up and Other Stories, kniha povídek, 2016

- autobiografie Quite a Good Time to Be Born: A Memoir 1935-1975, 2015

- autobiografie Writer's Luck: A Memoir 1976-1991, 2018

- autobiografie Degrees of Success: A Memoir: 1992-2020, 2020